# Alleluia-Tropus
Alleluia-Tropus is een compositie van Arvo Pärt.
Hij baseerde de troop op teksten  uit de liturgie opgedragen aan Nicolaas van Myra en/of Nicolaas van Bari. Het werk is geschreven op verzoek van een zangfestival in Bari. Het koor Vox Clamantis, aan wie het is opgedragen, zong het op 20 december 2008 samen met het Cello8ctet Amsterdam. Pärt gaf het de stemverdeling SATB (sopraan, alt, tenor, bariton).
Het akkoordenschema hield de componist eenvoudig. Van tonica  naar subdominant naar dominant, vervolgens één opschuivend..
In 2010 schreef Pärt een versie voor gemengd (kamer-)koor en strijkorkest. Deze versie kreeg haar eerste uitvoering op 7 juni 2010 in Istanboel, opnieuw zong Vox Clamantis het.